# Šmu'el Tamir
Šmu'el Tamir (hebrejsky: שמואל תמיר, rodným jménem Šmu'el Kacnelson, שמואל כצנלסון, žil 10. března 1923 – 29. června 1987) byl izraelský politik a poslanec Knesetu za strany Gachal, ha-Merkaz ha-chofši, Likud, ha-Merkaz ha-chofši, Daš a Tnu'a demokratit. V letech 1977 až 1980 zastával v izraelské vládě post ministra spravedlnosti.

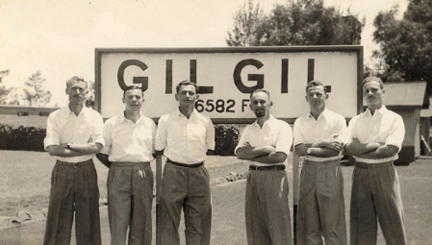
Šmu'el Tamir (druhý zprava) v internačním táboru v Keni, cca 1945.

## Biografie
Narodil se v Jeruzalému. Vystudoval Jerusalem Law School a získal osvědčení pro výkon profese právníka. V roce 1938 se připojil k židovským jednotkám Irgun, v roce 1944 velel jejich křídlu v Jeruzalému. Podílel se na operaci Irgunu, při které byly provedeny útoky na sídla daňového úřadu. V roce 1946 byl zástupcem velitele křídla Irgunu v Jeruzalému. V roce 1944 a 1946 byl zatčen britskými mandátními úřady a v letech 1947–1948 byl vyhoštěn do Keni. Patřil do vlivné izraelské rodiny s napojením na židovské vojenské a politické kruhy. Jeho otec byl Re'uven Kacnelson, matkou Batševa Kacnelson. Strýcem Josef Kacnelson a Avraham Kacnelson, tetou Rachel Kacnelson-Šazar a dalším strýcem Zalman Šazar.

## Politická dráha
V roce 1948 patřil mezi zakládající členy hnutí Cherut, ze kterého odešel v roce 1952. V 50. letech patřil mezi přední právníky, podílel se na procesu s Rudolfem Kastnerem. V roce 1957 patřil mezi zakladatele hnutí המשטר החדש, ha-Mištar ha-Chadaš.
V roce 1964 se vrátil do Cherutu. V izraelském parlamentu zasedl poprvé po volbách v roce 1965, do nichž šel za stranu Gachal (jíž byl Cherut součástí). Stal se členem parlamentního výboru pro státní kontrolu, výboru finančního a výboru House Committee. V roce 1966 byl ale z Cherutu vyloučen a založil pak formaci ha-Merkaz ha-chofši, za níž zasedal v Knesetu po zbytek volebního období. Mandát za tuto novou stranu obhájil ve volbách v roce 1969. Nastoupil jako člen do výboru pro ekonomické záležitosti. Opětovně byl zvolen ve volbách v roce 1973 za Likud, se kterým se toho roku ha-Merkaz ha-chofši spojila. V průběhu volebního období se ale opět osamostatnil do separátního poslaneckého klubu ha-Merkaz ha-chofši. Předtím byl předsedou poslaneckého klubu Likudu. Byl členem výboru práce a výboru pro zahraniční záležitosti a obranu. Předsedal výboru pro ekonomické záležitosti. Mandát ukončil předčasně, v lednu 1977. Ve volbách v roce 1977 uspěl na kandidátce Daš. Stal se členem finančního výboru, výboru pro zahraniční záležitosti a obranu a výboru pro ústavu, právo a spravedlnost. V průběhu volebního období se poslanecký klub Daš rozpadl a Tamir přešel do frakce Tnu'a demokratit. Pak odešel i z ní a vystupoval jako nezařazený poslanec. V letech 1977–1980 zastával post ministra spravedlnosti. Ve volbách v roce 1981 zastoupení v parlamentu nezískal.
V letech 1983–1985 předsedal skupině, která se zabývala otázkou izraelských rukojmí z první libanonské války a měl na starosti vyjednávání týkající se válečných zajatců a nezvěstných v boji z téže války.